# Cantonul La Chapelle-de-Guinchay
Cantonul La Chapelle-de-Guinchay este un canton din arondismentul Mâcon, departamentul Saône-et-Loire, regiunea Burgundia, Franța.

## Comune
- Chaintré
- Chânes
- La Chapelle-de-Guinchay (reședință)
- Chasselas
- Crêches-sur-Saône
- Leynes
- Pruzilly
- Romanèche-Thorins
- Saint-Amour-Bellevue
- Saint-Symphorien-d'Ancelles
- Saint-Vérand